# Тролль, Карл
Карл Тролль (нем. Carl Troll; 24 декабря 1899, Габерзе под Вассербургом Бавария — 21 июля 1975, Бонн) — германский географ, педагог, научный писатель. Брат ботаника Вильгельма Тролля.
Среднее образование получил в гимназии Вильгельма в Мюнхене; до завершения обучения был в связи с Первой мировой войной в июне 1917 года призван в армию. С 1919 по 1922 год учился в Мюнхенском университете, где изучал естественные науки, уже в 1921 году получив докторскую степень по ботанике. С 1922 по 1927 год занимал должность ассистента в географическом институте Мюнхенского университета. С мая 1926 по август 1929 года находился в экспедиции в Латинской Америке, посетив Боливию, Эквадор, Колумбию, север Чили, Панаму и Перу, где занимался изучением географии и флоры высокогорных районов. В 1930 году занял должность профессора колониальной и зарубежной географии в Берлинском университете. В 1933—1934 годах совершил путешествие в Восточную и Южную Африку. С 1936 по 1938 год был профессором экономической географии при факультете и музее океанографии Берлинского университета; в 1937 году принял участие в немецкой экспедиции в Нангапрабат в Гималайях и в оккупированную итальянцами Эфиопию.
В 1938 году был повышен до ординарного профессора и возглавил географический институт Боннского факультета, которым руководил до 1966 года. В 1947 году основал научный журнал «Erdkunde» («География») и в своей первой статье в нём подверг критике методы географической науки, имевшие место в Третьем Рейхе. С 1949 года возглавлял Немецкий исследовательский фонд, с 1950 года — комиссию по научным исследованиям Академии наук и литературы в Майнце. В 1954 году предпринял научную поездку в Мексику. В 1956—1960 и 1964—1968 годах был вице-президентом Международного географического союза, в 1960—1964 годах — его президентом. С 1957 по 1959 год входил в состав городского совета Бонна от партии ХДС. В 1960/61 учебном году занимал должность ректора Боннского университета. В 1966 году вышел на пенсию; скончался спустя девять лет от сердечной недостаточности, похоронен на Поппельсдорфском кладбище в Бонне.
Состоял членом академии Леопольдина (с 1937 года), Баварской академии наук (с 1942 года), Королевской прусской академии наук (с 1943 года), Академии наук и литературы (с 1950 года), Австрийской академии наук (с 1955 года) и Королевской Датской академии наук (с 1965 года); получил множество медалей и почётных докторских степеней. Научные работы работы Тролля посвящены рельефу, климату, ландшафтной экологии, флоре тропических и горных регионов. Он ввёл в научный оборот термины «ландшафтная экология» и так называемый «климат времени суток» (нем. Tageszeitenklima), не получивший международного распространения.